# Dwie koncepcje wolności
Dwie koncepcje wolności – tekst wykładu inauguracyjnego wygłoszonego przez kierownika katedry teorii społecznych i politycznych na Uniwersytecie Oksfordzkim Isaiaha Berlina w 1958 roku. Następnie wydany w formie broszury; ukazał się również w zbiorze Four Essays on Liberty (Cztery eseje o wolności, 1969) i Liberty (Wolność, 2002). Przez niektórych autorów uznawany jest za najbardziej wpływowy szkic z zakresu współczesnej filozofii politycznej.
Berlin w swym eseju wprowadził rozróżnienie wolności pozytywnej („wolność do”) i wolności negatywnej („wolność od”). Przeanalizował również rozwój myśli, który doprowadził do oddalenia się od siebie, a w końcu do znalezienia się na dwóch przeciwstawnych biegunach, początkowo bliskich sobie dwóch tradycji konceptualizowania wolności. Wskazywał, że niebezpieczne jest przywiązanie do wolności pozytywnej. Uważał bowiem, że zarówno władze III Rzeszy (por. narodowy socjalizm), jak i Związku Socjalistycznych Republik Radzieckich (por. komunizm), powoływały się na nią, w celu udowodnienia prawomocności podejmowanych przez siebie działań.